# 洒河桥镇
洒河桥镇，是中华人民共和国河北省唐山市迁西县下辖的一个乡镇级行政单位。

## 行政区划
洒河桥镇下辖以下地区：
大沟村、东桃园村、西桃园村、皇陵村、北马蹄峪村、小韦庄村、大关庄村、洒一村、洒二村、洒三村、道马寨村、北赵庄村、牛店子村、大东峪村、大洪峪村、车道峪村、安家峪村、白塔寨村、烈马峪村、黄沟峪村、松岭村、大河山村、东营村、东峪村、北团汀村和长河峪村。